# ابی بن خلف
ابی بن خلف یکی از سران و بزرگان قریش و برادر امیه بن خلف بود. وی در جنگ احد در سال سوم هجری به دست محمد بن عبدالله کشته شد. او تنها مردی است که توسط پیامبر کشته شد.

## زندگی
ابی بن خلف بن وهب بن حذافه بن جمعه بن عمرو بن حصیس بن کعب بن لوی بن غالب بن فهر بن مالک بن النضر بن کنانا بن خزیمه بن مدریکه بن الیاس بن مضار بن نزار بن معاد بن عدنان یکی از شخصیت‌ها و پیشوایان قریش در زمان جاهلیت و از کفار و مشرکان عرب در زمان ظهور اسلام بود و از سرسخت ترین مخالفان پیامبر بود.

## مرگ
ابن شهاب از سعید بن مسیب روایت کرده که گفت: ابی بن خلف در روز بدر اسیر شد و فدیه داد و آزاد شد. سپس به پیامبر گفت: من یک اسب دارم که هر روز به آن علف می‌دهم تا بر روی آن تو را بکشم. پیامبر گفت: بلکه به خواست خدا من تو را بر روی آن می‌کشم. چون روز احد بود، ابی بن خلف آمد و با اسب خود تاخت تا نزدیک رسول خدا رسید. سپس چند نفر از مسلمانان خواستند تا او را بکشند، پس رسول خدا به آنها گفت:«درنگ کنید، درنگ کنید». پس رسول خدا برخاست، در حالی که نیزه‌ای در دست داشت آن را پرتاب کرد و یکی از دنده‌هایش را شکست. وی با سختی نزد یارانش برگشت  یارانش به او گفتند: اشکالی ندارد.  پس ابی بن خلف گفت: مگر به من نگفت: «بلکه انشاءالله تو را می کشم» پس یارانش با او به راه افتادند و در بین راه از دنیا رفت، پس او را دفن کردند.